# حسن الصندل
حسن الصندل (عربی: حسن الصندل؛ زادهٔ ۵ سپتامبر ۱۹۸۷) یک ورزشکار اهل عربستان سعودی است.
از باشگاه‌هایی که در آن بازی کرده‌است می‌توان به باشگاه فوتبال هجر عربستان سعودی، باشگاه فوتبال الفیصلی عربستان سعودی، و باشگاه فوتبال الاتفاق عربستان سعودی اشاره کرد.